# Doseg (oglaševanje)
Pri uporabi statistike na področju oglaševanja in analize medijev se doseg nanaša na skupno število različnih ljudi ali gospodinjstev, ki so bili v določenem obdobju vsaj enkrat izpostavljeni nekemu mediju. Vendar dosega ne bi smeli zamenjati s številom ljudi, ki bodo dejansko izpostavljeni oglasom in bodo dejansko spremljali oglase. Doseg meri le število ljudi, ki so izpostavljeni mediju in imajo zato priložnost videti ali slišati oglas ali reklamo. Doseg je lahko naveden kot absolutno število ali kot del določene populacije (na primer „TV gospodinjstva“, „moški“ ali „tisti, stari 25–35 let“). 
Gledalec je bil z določenim delom "dosežen", če si je v določenem obdobju delo (ali določen del) ogledal. Večkratni ogled posameznega člana občinstva v navedenem obdobju ne poveča dosega; vendar mediji za opis kakovosti izpostavljenosti uporabljajo izraz dejanski doseg. Dejanski doseg in doseg sta dve različni meritvi ciljne publike, ki prejme dano sporočilo ali oglas. 
Ker je doseg časovno določen povzetek skupnega obnašanja občinstva, so številke dosega nesmiselne brez obdobja, povezanega z njim: primer veljavne številke dosega bi lahko navedel, da je imel "[primer spletne strani] 21. marca 2004 enodnevni doseg 1565 na milijon" (čeprav bi bili edinstveni uporabniki, kar je enakovreden merilo, bolj značilen kazalec obiskanosti za spletno mesto). 
Doseg televizijskih programov je pogosto izražen v obliki "x minutnega tedenskega dosega" - to je števila (ali odstotka) gledalcev, ki so si program ogledali vsaj x minut v določenem tednu. 
V Veliki Britaniji, na primer, BARB definira doseg televizijskega kanala kot odstotek prebivalstva v zasebnih gospodinjstvih, ki kanal v določenem dnevu ali tednu gledajo več kot 3 minute. Podobno tudi za radio, RAJAR definira tedenski doseg radijske postaje kot število ljudi, ki v določenem tednu vsaj 5 minut (v vsaj enem 15 minutnem terminu) posluša radijsko postajo. 
Doseg je pomemben ukrep za BBC, ki se financira z obvezno naročnino. Prizadeva si, da bi dosegel čim večji doseg in tako zagotovil, da bodo vsi plačniki naročnine uživali vrednost, ki jo BBC ustvarja. Doseg in pogostost izpostavljenosti sta tudi dve najpomembnejši statistiki, ki se uporabljata pri upravljanju oglaševanja. Ko se doseg pomnoži s povprečno frekvenco, dobimo sestavljeni ukrep, imenovan bruto ocenjevalne točke (GRP). Doseg lahko izračunamo posredno kot: doseg = GRP / povprečna frekvenca. 